# Chiara Gamberale
Chiara Gamberale est une écrivaine italienne, également connue comme animatrice de radio et présentatrice de télévision.

## Biographie
Fille du chef d'entreprise Vito Gamberale, Chiara Gamberale est née le 27 avril 1977 à Rome. 

Elle est diplômée de lettres modernes de l'Université de Bologne.
Elle publie en 1999 son premier roman, Una vita sottile, salué par la critique et adapté à la télévision italienne. En 2008, son roman La zona cieca est nommé pour le prix littéraire Campiello. Dix minutes par jour (Per dieci minuti, 2013) est sa première œuvre traduite en français, et adaptée au cinéma en 2024 par Maria Sole Tognazzi. Maintenant (Adesso) a suivi en 2016.
Chiara Gamberale collabore au journal La Stampa, aux revues italiennes Vanity Fair, Donna Moderna.